# 广西前胡
广西前胡（学名：Peucedanum guangxiense）为伞形科前胡属的植物，为中国的特有植物。分布在中国大陆的广西等地，生长于海拔300米的地区，常生长在石灰质山坡疏林灌丛下和石隙中，目前尚未由人工引种栽培。

## 别名
土防风（广西武鸣、靖西）